# Trégastel
Trégastel település Franciaországban, Côtes-d’Armor megyében. Lakosainak száma 2532 fő (2022. január 1.). Trégastel Perros-Guirec és Pleumeur-Bodou községekkel határos.

## Népesség
A település népessége az elmúlt években az alábbi módon változott:
| Lakosok száma | 1742 | 2063 | 2201 | 2377 | 2425 | 2429 | 2465 | 2535 | 2549 | 2532 |
|               | 1968 | 1982 | 1990 | 2006 | 2013 | 2015 | 2017 | 2019 | 2020 | 2022 |